# Ellsworth-tó
Az Ellsworth-tó egyike az Antarktisz számos szubglaciális (jég alatti) tavának. A tavat 1996-ban fedezte fel Martin Siegert professzor. Nyugat-Antarktiszon helyezkedik el, körülbelül 3,4 km vastag jégréteg alatt. Megközelítőleg 10 km hosszú és 150 m mély. Nevét Lincoln Ellsworth-ről kapta.
Mivel azt feltételezik, hogy a tóban olyan újfajta mikroorganizmusokat találhatnak, amik akár fél millió éve elszigetelten fejlődhettek itt, ezért a tó kutatási hely. 2012 decemberében angol kutatók átfúrták a tó feletti jeget, hogy megvizsgálják a tavat. Az ehhez szükséges technológiát több éven át fejlesztették, mivel a kutatás eredményességéhez szükséges, hogy semmilyen kémiai vagy biológiai szennyeződés ne érje a tavat. A fúráshoz forró vizet használtak. December 12-én kezdtek hozzá a fúráshoz, és úgy vélték, hogy 5 napig fog tartani, míg elérik a tavat. December 25-én bejelentették, hogy a projektet abbahagyják, mivel nem sikerült elérniük a fő fúrólyukat egy vele párhuzamosan fúrt furatból, ami arra szolgált volna, hogy a használt vizet eltávolítsák.

## Fordítás
Ez a szócikk részben vagy egészben  a   Lake Ellsworth című angol Wikipédia-szócikk ezen változatának fordításán alapul.  Az eredeti cikk szerkesztőit annak laptörténete sorolja fel. Ez a jelzés csupán a megfogalmazás eredetét és a szerzői jogokat jelzi, nem szolgál a cikkben szereplő információk forrásmegjelöléseként.